# がまくんとかえるくん
『がまくんとかえるくん』（原題：Frog and Toad）は、アーノルド・ローベルによって文と絵が描かれたシリーズものの児童書である。各巻には、擬人化されたかえるくんと、友人のがまくんの功績を記録した、とてもユーモラスで、時には心に訴える短い物語
が描かれている。二人の冒険には、凧を飛ばそうとすること、雑用を明日に延期する代わりにがまくんの汚れた家を掃除すること、などが含まれている。
かえるくんは背が高く、緑色で、がまくんよりも陽気で落ち着いている。がまくんは茶色で、カエルと同じように思いやりがあり友好的であるが、深刻で緊張感もある。
2008年には、アーノルド・ローベルの無着色で未発表の「がまくんとかえるくんシリーズ」3作品が遺品整理中に発見された。それらは2冊の本に統合され、ローベルの娘エイドリアン・ローベル（Adrianne Lobel）によって着色された。

## 誕生
ローベルは病気で2年生のほとんどを学校に通っていなかったとき、絵を描くことで忙しかった。ローベルは帰国の社会的不安に対処し、友人を作る方法として自分の動物の絵を使用した。かえるくんやがまくんなどの動物の友達に関するローベルの本は、これらの経験から引き出された。ローベル自身が「かえるくんとがまくんは本当に私自身の2つの側面です」と書いている。ニューヨーカーで、彼の娘で舞台美術家のエイドリアン・ローベルは、「シリーズの持続的な人気には別の側面がある。カエルとヒキガエルは「同性であり、お互いを愛している」と、述べている。

## 書籍情報
- 『ふたりはともだち』Frog and Toad Are Friends（1970年）ISBN 978-4-579-40247-2[4] 1972年に三木卓によって翻訳 文化出版局より出版されている。

- 『ふたりはいっしょ』Frog and Toad Together（1972年）ISBN 978-4-579-40248-9[5] 1972年に三木卓によって翻訳 文化出版局より出版されている。

- 『ふたりはいつも』Frog and Toad All Year（1976年）ISBN 978-4-579-40080-5[6] 1977年に三木卓によって翻訳 文化出版局より出版されている。

- 『ふたりはきょうも』Days with Frog and Toad（1979年）ISBN 978-4-579-40094-2[7] 1980年に三木卓によって翻訳 文化出版局より出版されている。

## 受賞歴
『ふたりはともだち』は、子供の絵本のイラストを認識する毎年恒例のアメリカ図書館協会(ALA)コールデコット賞の準優勝にあたるカルデコット名誉書であった。2012学校図書館ジャーナル（School Library Journal）が発表した調査で「絵本トップ100」の中で15位にランクされた。
『ふたりはいっしょ』は子供の文学を認識するニューベリー名誉本であった。
『がまくんとかえるくん』は1977年にクリストファー賞（Christopher Award）を受賞した。

## 映像
1980年代、Churchill Filmsは、クレイアニメーション（クレイメーション）のストップモーションを使用して、最初の2冊の本を18分と30分で映像化しようと考えた。プロデューサーのジョージ・マックィルキン、エグゼクティブ・プロデューサーのロバート・B・チャーチルなどが集まった。どちらの映像もジョン・クラーク・マシューズが監督し、主題歌の作曲家および1人の主要なアニメーターとしても認められている。『がまくんとかえるくん』の映像化はウィルライアンとハルスミスによって声をかけられた。映像はローベルによってナレーションされた。『ふたりはともだち』は1985年5月23日にリリースされた。1987年9月3日に『ふたりはいっしょ』がリリースされた。作品は国内市場にのみ配布された（ダイレクトツービデオ）。

## 舞台
『がまくんとかえるくん』はブロードウェイミュージカル『がまくんとかえるくん』にインスピレーションを与えた。このミュージカルはロ－ベルの娘アドリアンヌ・ローベルによって委託され、オフブロードウェイで演奏され、2003年にブロードウェイで上演された。作品は三つのトニー賞にノミネートされた。それ以前は、Y・ヨークが書いた非ミュージカル劇「がまくんとかえるくん(永遠)」にインスピレーションを与え、シアトル児童劇場(1998年)とファーストステージミルウォーキー(1999年)で上演された。